# Idactus somaliensis
Idactus somaliensis är en skalbaggsart som beskrevs av Stefan von Breuning 1972. Idactus somaliensis ingår i släktet Idactus och familjen långhorningar.
Artens utbredningsområde är Kenya. Inga underarter finns listade i Catalogue of Life.